# تابع نقطه گستر

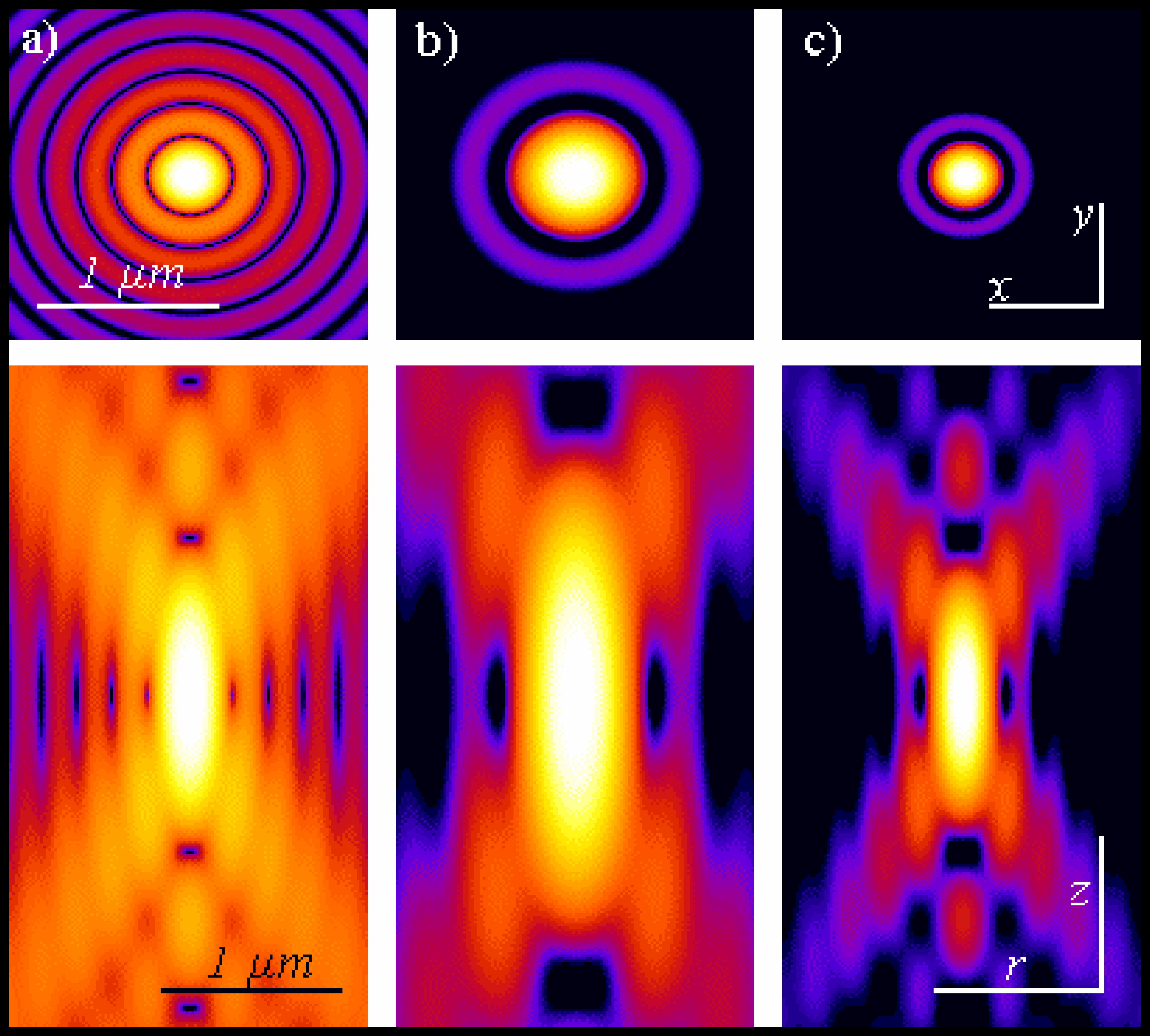
تابع نقطه گستر مربوط به یک میکروسکوپ

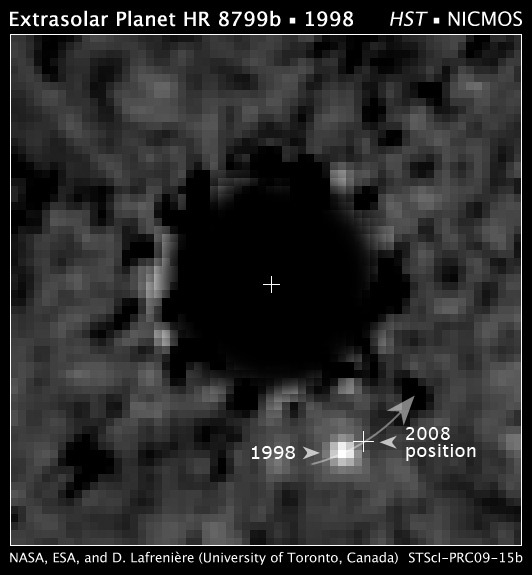
بررسی psf در پردازش تصاویر تلسکوپ هابل دارای اهمیت بسیار زیادی است.

تابع نقطه گستر (Point spread function) یک مفهوم است که در فیزیک پزشکی و علوم تصویری کاربرد زیادی داشته و با PSF نشان داده می‌شود.
هر سیستم یک عکس‌العمل و پاسخ در مقابل یک تابع ضربه‌ای حقیقی (یعنی منبع نقطه‌ای) دارد و با ترکیب (convolution) با آن، یک خروجی یا تصویر حاصل می‌نماید که تعیین‌کننده خصوصیات سیستم است. به عبارت دیگر، پاسخ سیستم به تابع نقطه گستر (PSF) نتیجه تأثیر یک سیستم بر روی یک تابع ضربه‌ای یا منبع نقطه‌ای است که به صورت سیگنال یا تصویر محو (بدون تیزی یا لبه) در بعد مکان یا زمان اتفاق می‌افتد.